# Philip Sadler von Salneck
Philip Sadler von Salneck, född 2 december 1594 i Scheinfeld, Franken, död 20 september 1641 i Stockholm, var en svensk militär och diplomat.
Philip Sadler var son till syndicus i staden Kempten i Schwaben Zimprecht Sadler. Efter studier vid Tübingens universitet 1610–1613 trädde Sadler först i tjänst hos greve Heinrich Matthias von Thurn och därefter hos Frans Bernhard von Thurn, vilka använde honom i viktiga militära och diplomatiska uppdrag. 1624 slöt han sig till svenskarna. Både Gustav II Adolf och Axel Oxenstierna visade stort förtroende för honom, och han fick flera viktiga uppdrag. 1626 förhandlade han utan framgång med Gábor Bethlen om ett gemensamt anfall mot Polen, och 1628 sändes han att avsluta ett förbund med det då hårt trängda Stralsund. Det blev ett av de mer avgörande stegen mot Sveriges deltagande i trettioåriga kriget. De följande åren reste han omkring till olika delar av Tyskland i ett uppdrag om som fattade diplomati, propaganda och spioneri. De segslitna förhandlingar som han under tiden bedrev med Johan Georg I av Sachsen resulterade visserligen inte i att denne godkände den svenska politiken men gav dock en värdefull inblick i hans avsikter. Efter Gustav II Adolfs död blev Sadlers diplomatiska uppdrag färre, även om Axel Oxenstierna fortfarande visade honom uppskattning. Han deltog i aktiv krigstjänst och blev överste vid kavalleriet samt slutligen krigsråd. År 1629 belönades Sadler med expektans på Salnecke gård.